# Finn Olesen
Finn Gert Olesen (født 30. oktober 1945) er en socialdemokratisk politiker, som har været politisk aktiv siden starten af 1970'erne.

## Karriere
I perioden 1985-95 var Finn Olesen medlem af Hjørring byråd og fra 1990-95 ligeledes formand for Hjørring Kommunes børne- og kulturudvalg. Han har desuden været medlem af en række udvalg, bestyrelser og repræsentantskaber for Nordjyllands Amt (nu Region Nordjylland), bl.a. Amtsrådet, Nordsømuseet, Social- og Sundhedsuddannelserne, Fællesbestyrelsen for Sundhedsudvalget og Vendsyssel Udviklingsråd. Indtil 2006 bestred han posten som AF-Chef for Arbejdsformidlingens Rejsehold.
Finn Olesen fungerede fra 1. januar 2007 til 31. december 2009 som borgmester i Hjørring Kommune, som i forbindelse med kommunalreformen blev lagt sammen med de tidligere Hirtshals, Løkken-Vrå og Sindal kommuner. Han blev pr. 1. januar 2010 efterfulgt af Arne Boelt
|  | Artiklen om politikeren Finn Olesen kan blive bedre, hvis der indsættes et (bedre) billede. Du kan hjælpe ved at afsøge Wikimedia Commons for et passende billede eller uploade et godt billede til Wikimedia Commons iht. de tilladte licenser og indsætte det i artiklen. |